# Nosiviwe Mapisa-Nqakula
Nosiviwe Mapisa-Nqakula, née le 13 novembre 1956, est une femme politique sud-africaine. 

## Biographie
Née en 1956, elle a étudié notamment à l'école normale de Bensonvale, à la fin des années 1970. En 1984, elle quitta l'Afrique du Sud pour suivre une formation militaire en Angola et en Union soviétique, et travailla pour les structures politico-militaires de l'ANC. 
En 1993, elle devient secrétaire générale de la Ligue des femmes de l'ANC. Elle fut nommée vice-ministre de l'Intérieur du 6 mai 2002 au 29 avril 2004, puis ministre de l'Intérieur de l'Afrique du Sud du 29 avril 2004 au 11 mai 2009. Elle devint ensuite ministre des Services correctionnels (2009-2012). Elle occupe le poste de ministre de la Défense et des Vétérans depuis juin 2012 dans les gouvernements de Jacob Zuma et de celui de Cyril Ramaphosa.
En 2021, elle contredit le président sud-africain Cyril Ramaphosa lors des troubles en Afrique du Sud, lorsque celui-ci évoque une insurrection d'une partie de l'ANC. Ses propos ajoutent de la confusion aux troubles, montrant des divergences au sommet de l’État. Elle revient ensuite sur ses propos, en évoquant une erreur,.
En août 2021, Cyril Ramaphosa annonce que Nosiviwe Mapisa-Nqakula, qui est ministre de la Défense depuis 2012, sera prochainement nommée à un autre poste gouvernemental. Elle devient présidente de l'Assemblée nationale le 19 août 2021.
En avril 2024, Nosiviwe Mapisa-Nqakula est accusée par des procureurs de la justice d'avoir reçu des pots-de-vin d'un entrepreneur de la défense alors qu'elle était ministre de la Défense. Selon les procureurs, elle a reçu 11 paiements totalisant 135 000 dollars entre décembre 2016 et juillet 2019. Elle a demandé un autre pot-de-vin de 105 000 dollars, mais celui-ci n'a pas été versé, ont indiqué les procureurs. Nosiviwe Mapisa-Nqakula a fait une demande judiciaire pour empêcher son arrestation ; la Haute Cour du Nord Gauteng à rejeté sa demande. Le 3 avril, elle remet sa démission de présidente de l'Assemblée nationale. Le lendemain, elle est arrêtée dans le cadre d'une enquête judiciaire pour soupçon de corruption.